# Forcett and Carkin
Forcett and Carkin var en civil parish fram till 2015 när den uppgick i civil parishes Forcett och Carkin, i Storbritannien. Den låg i grevskapet North Yorkshire och riksdelen England, i den centrala delen av landet, 300 km norr om huvudstaden London. Civil parish har 155 invånare (2011).